# ヘネプ
ヘネプ（Gennep、 発音）は、オランダ南東部の都市および基礎自治体（ヘメーンテ）。リンブルフ州に属する。1371年に都市権を得た。

## 人口集積地
- ヘネプ
- ヘイエン：ディーケンダール、スメレ
- ミルスベーク
- オッテルスム：アールドンク、デ・ローイ
- フェン＝ゼルデルヘイデ：ダム、ヘッケンス、ゼルデル